# João de Teive
João de Teive (ilha da Madeira, ? — Praia, ilha Terceira, d. 1534) navegador e funcionário ducal, filho de Diogo de Teive, que segundo a historiografia clássica teria acompanhado seu pai na viagem para ocidente em que descobriram, em 1452, as ilhas Foreiras, hoje as ilhas das Flores e do Corvo no arquipélago dos Açores. Recebeu de seu pai a capitania dessas ilhas, tendo-a vendido em 1475 a Fernão Teles.
Foi fidalgo da Casa de D. Manuel I, cavaleiro da Ordem de Santiago e fidalgo de cota de armas, por carta de brasão de 5 de outubro de 1530.

## Biografia
Apesar da historiografia clássica açoriana o apontar como companheiro de seu pai na viagem de exploração do Atlântico Noroeste, realizada em 1452, no regresso da qual foram reconhecidas as ilhas das Flores e Corvo, as ilhas Floreiras, essa presença parece pouco provável, porque João de Teive testou em 1534 e portanto seria muito jovem nessa altura. Contudo, foi ele que vendeu a ilha das Flores a Fernão Teles, venda essa confirmada por carta régia de 1475.
Foi, possivelmente, ouvidor do duque donatário na ilha Terceira, como se deduz de uma carta de confirmação de dadas em sesmaria passada por ele em 18 de agosto de 1475. Também na ilha Terceira, manteve um longo pleito judicial contra os herdeiros de Jácome de Bruges, iniciado por seu pai, disputando a posse das terras situadas na Serra de Santiago. Este pleito terminou por sentença régia de D. Manuel, já rei, que dividiu os terrenos em disputa por ambas as partes.
Também se sabe que esteve no Norte de África, com presença em Arzila (1516), Safim (1517) e Azamor (1518), em serviço régio. 
Recebeu dote de casamento em 1521. Testou em 1534 e instituiu um morgado de mão comum com sua segunda mulher e também a capela de Nossa Senhora dos Anjos (depois denominada de Nossa Senhora da Assunção) na igreja do Convento de São Francisco da Praia.